# Clambus elgonicus
Clambus elgonicus is een keversoort uit de familie oprolkogeltjes (Clambidae). De wetenschappelijke naam van de soort werd in 1945 gepubliceerd door Jeannel & Paulian.